# Monastria papillosa
Monastria papillosa är en kackerlacksart som först beskrevs av Carl Peter Thunberg 1826.  Monastria papillosa ingår i släktet Monastria och familjen jättekackerlackor. Inga underarter finns listade i Catalogue of Life.